# Transformator rozbieralny
Transformator rozbieralny – transformator do fizycznych doświadczeń szkolnych zbudowany z oddzielnych modułów, które można łączyć w zależności od potrzeb.

## Budowa kompletów szkolnych transformatorów rozbieralnych[1]
Typowy szkolny komplet transformatora rozbieralnego składa się z:
1. Rdzenia do mocowania pozostałych części
2. Zwory - można ją nakładać na rdzeń poziomo i pionowo.
3. Cewek o różnej ilości i grubości zwojów. Cewki posiadają wyprowadzenia do podłączenia zasilania.
4. Cewek na uchwycie z żarówką. Cewki posiadały różną ilość zwojów.
5. Cewka do spawania jest wykonana z grubego drutu miedzianego, zabezpieczona rurą z materiału izolacyjnego dla ochrony przed zwarciem przez rdzeń transformatora.
6. Wahadło Waltenhofena - komplety posiadały specjalne oprzyrządowanie do wykonania tego doświadczenia. Przyrządy do tego doświadczenia to:
a) dwa nabiegunniki (konduktory stożkowe),
b) ramię wahadła,
c) końcówki w postaci płytek (jedna pełna, druga z nacięciami).
7. Pierścienie do doświadczenia ze skaczącymi pierścieniami - są to dwa pierścienie, jeden pełny, drugi przecięty. Po założeniu na pionowo osadzoną zworę transformatora, na kolumnie z cewką, pierścień pełny gwałtownie wyskoczy ze zwory.
8. Rynienka do topienia metali - umożliwia wykonanie doświadczenia z topieniem metali przy pomocy prądów wirowych.
9. Koła pasowe
10. Galwanoskop - urządzenie do pomiaru prądów indukcyjnych wytwarzanych w doświadczeniach z transformatorem rozbieralnym.
11. Magnes sztabkowy
12. Magnes ferrytonowy toroidalny z wkładką
13. Pręt stalowy
14. Opornica suwakowa z podstawką (w dawnych przyborach standardowo - 25W 20Ω)
15. Oprawka do żarówki telefonicznej z dwoma wyprowadzeniami
16. Podstawka z trzema oprawkami do żarówek typu E10

## Przykładowe doświadczenia wykonywane na transformatorach rozbieralnych

### Skaczące pierścienie[2]
Na rdzeń transformatora należy założyć cewkę o żądanej ilości zwojów, a na jej kolumnę pionowo nasadzić zworę. Na zworę nałożyć pierścień miedziany bez przecięcia, i na moment podłączyć napięcie sieciowe na cewkę.

#### Obserwacje
Pierścień zostaje wyrzucony ze zwory. Gdyby ten pierścień został przytrzymany, zacząłby się mocno nagrzewać.
Pierścień stanowi zamknięte wtórne uzwojenie transformatora. Zaczyna płynąć w nim prąd indukcyjny, który wytwarza pole magnetyczne przeciwne polu cewki. Pierścień odpycha się od cewki i wyskakuje ze zwory.
Jeśli zamiast pierścienia pełnego w doświadczeniu użyty zostanie pierścień przecięty, nie wystąpią żadne oddziaływania magnetyczne, ponieważ w przeciętym pierścieniu nie powstają prądy wirowe.

### Wahadło Waltenhofena
Na jedną kolumnę rdzenia należy nałożyć cewkę, na nią nadbiegunniki stożkowe. Na przeciwległą kolumnę należy nakręcić drugi nadbiegunnik stożkowy, a na niego pionowe jarzmo wahadła z prętem, zakończonym uchwytem. W ten uchwyt należy nakręcić blaszkę pełną, a przy kolejnym podejściu do doświadczenia - blaszkę ponacinaną.
Wahadło należy wprawić w ruch i podłączyć napięcie na cewkę.

#### Obserwacje
W przypadku pełnej blaszki wahadła, wahadło wyhamuje prawie natychmiast, a w przypadku ponacinanej blaszki, wahadło też będzie hamować, jednakże wolniej.

#### Wnioski
W blaszce płynie prąd indukcyjny i wytwarza on pole magnetyczne hamujące wahadło.

### Działanie transformatora jako maszyny obniżającej napięcie[3]
Doświadczenie pokazuje przy pomocy dwóch cewek z żarówką nakładanych przy pomocy rączki na rdzeń transformatora, jak działa transformator, tj. jak zmienia się jasność świecenia żarówki w zależności od ilości uzwojeń.
Aby zjawisko to przedstawić, jedna z cewek ma więcej uzwojenia niż druga.
Zauważalna jest różnica w jasności świecenia żarówek - im więcej zwojów na przyrządzie, tym mocniej świeci żarówka. Poza tym, im przyrząd z żarówką znajduje się niżej, tym żarówka świeci mocniej.
Po założeniu poziomo zwory transformatora, przepływ pola magnetycznego jest większy i żarówka świeci jednakowo w każdym położeniu.

### Uzyskiwanie wysokiego napięcia
Na jedną z kolumn należy nałożyć cewkę o znacznie większej ilości zwojów, niż ma cewka na przeciwległej kolumnie. Na cewkę z mniejszą ilością zwojów podaje się napięcie sieciowe 230 V, a do wyprowadzeń drugiej cewki podłącza się elektrody.

#### Obserwacje i wnioski
Po podaniu zasilania na cewkę i zbliżeniu wyprowadzonych elektrod do siebie, następuje inicjacja łuku elektrycznego.
Powstaje wysokie napięcie.